# Süpplingenburg

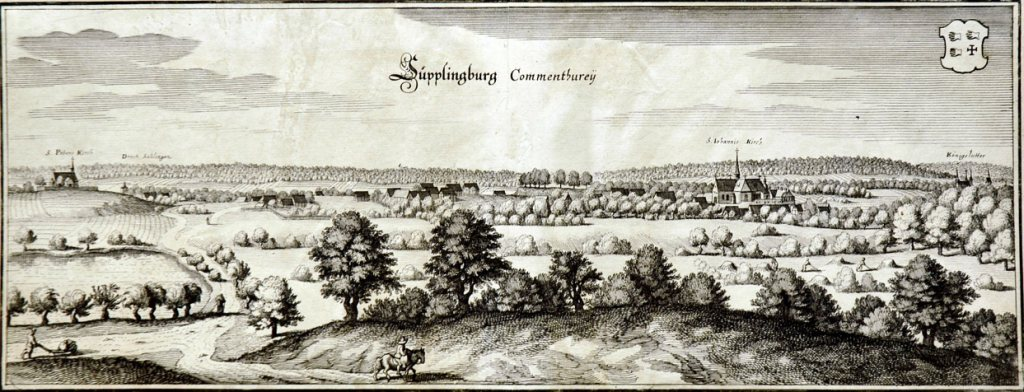
Süpplingenburg um 1650 als Kupferstich von Merian

Süpplingenburg ist eine Gemeinde im Landkreis Helmstedt in Niedersachsen. Sie ist Mitgliedsgemeinde der Samtgemeinde Nord-Elm und grenzt direkt an die Gemeinde Süpplingen.

## Beschreibung
Im Osten des Ortes befindet sich der „Sandteich“. Das stehende Gewässer wurde ursprünglich mit drei Inseln angelegt. Als Anfang der 1990er Jahre der Wasservorrat versiegte, wurden zwei Inseln abgetragen. Um den Wasserstand wieder ansteigen zu lassen, wurde eine Quelle freigelegt. Der Teich führt trotzdem wenig Wasser. Um den Teich ist ein Rhododendron-Park angelegt worden, der Ende Mai/Anfang Juni seine Blütezeit hat. Am Sandteich befindet sich das Großsteingrab Süpplingenburg, das 1976 zwischen Süpplingenburg und Emmerstedt entdeckt wurde und 1982 an seinen jetzigen Standort transloziert wurde. Der höchste natürliche Punkt der Gemeinde ist der Fuchsberg im Dorm mit einer Höhe von 181 m ü. NHN.

## Geschichte
Wie der Ortsname sagt, ging Süpplingenburg aus einer Burganlage hervor. Diese entstand im 10. Jahrhundert in der sumpfigen Schunter-Niederung. Bauherren waren vermutlich die Grafen von Haldensleben. Durch Heirat fiel die Burg an den Grafen Gebhard, den Vater von Lothar III., bekannt als Lothar von Süpplingenburg. Er war König (1125–1137) und Kaiser (1133–1137) des Heiligen Römischen Reiches. Die Wasserburg Süpplingenburg galt als sein Stammsitz. Etwa von 800 bis 1200 bestand wenige hundert Meter südlich der Burg die Siedlung Grubenhaussiedlung am Petersteich, bei der ein wirtschaftlicher Zusammenhang zur Burganlage vermutet wird und die später wüst fiel.

## Kultur und Sehenswürdigkeiten

### Burg
Die Burg Süpplingenburg wurde als Sumpfburg auf einer Insel in der Schunter angelegt. Die quadratische Anlage hatte die Ausmaße von 70 × 70 m und war von Mauer, Wassergraben und Wall umgeben. Die Kernburg verfügte über eine Kemenate und ein Wohnhaus. Auf dem Burggelände stand die St. Johannis-Kirche mit Kreuzgang, ein im Kern romanischer Bau. Nördlich gab es eine Vorburg mit einem Wirtschaftshof. Nahe der Burg führte ein alter Nord-Süd-Handelsweg, der „Salzweg“, vorbei. Ab dem 11. Jahrhundert wurde er hier vom Ost-West-Handelsweg von Braunschweig nach Magdeburg gekreuzt. Ab dem 16. Jahrhundert wurden an die äußere Mauer mehrere Herrschafts- und Wirtschaftsgebäude in Fachwerkbauweise angebaut. Um 1875 wurden bis auf die Kirche alle Burggebäude und die Befestigungsmauern abgerissen und der Burggraben zugeschüttet. Heute ist die Stelle kaum als frühere Burg erkennbar, jedoch befinden sich ihre Reste im Erdboden, wie bei Ausgrabungen in den 1960er und 1970er Jahren festgestellt wurde. Einen Eindruck von den prachtvollen Bauten, die in diesem Gebiet zur Zeit Lothars III. entstanden, vermittelt die in Königslutter errichtete Stiftskirche St. Peter und Paul (Kaiserdom Königslutter), die zugleich die Grablege Lothars von Süpplingenburg ist.

### Johanniter-Kommende
Nach der Auflösung des Templerordens 1312 durch Papst Klemens V. wurden die Konventsgebäude der Johannis-Kirche auf dem Burggelände im Jahre 1357 an den Orden der Johanniter übergeben. In seinem Besitz blieben sie bis 1820 als Komturei. Die Ursprünge der Burg Süpplingenburg als Johanniter-Kommende gehen zurück in das Jahr 1130, als Lothar III. hier an seinem Stammsitz den Grundstein zur Stiftskirche St. Johannis legte, die 1140 vollendet wurde. Das Kollegiatstift und die Burg kamen um 1173, unter Heinrich dem Löwen, in den Besitz  des Templerordens. Die Komturei Süpplingenburg in der Ballei Brandenburg war lange Zeit Stammsitz des letzten Präzeptors der Deutschen Lande, Friedrich von Alvensleben.

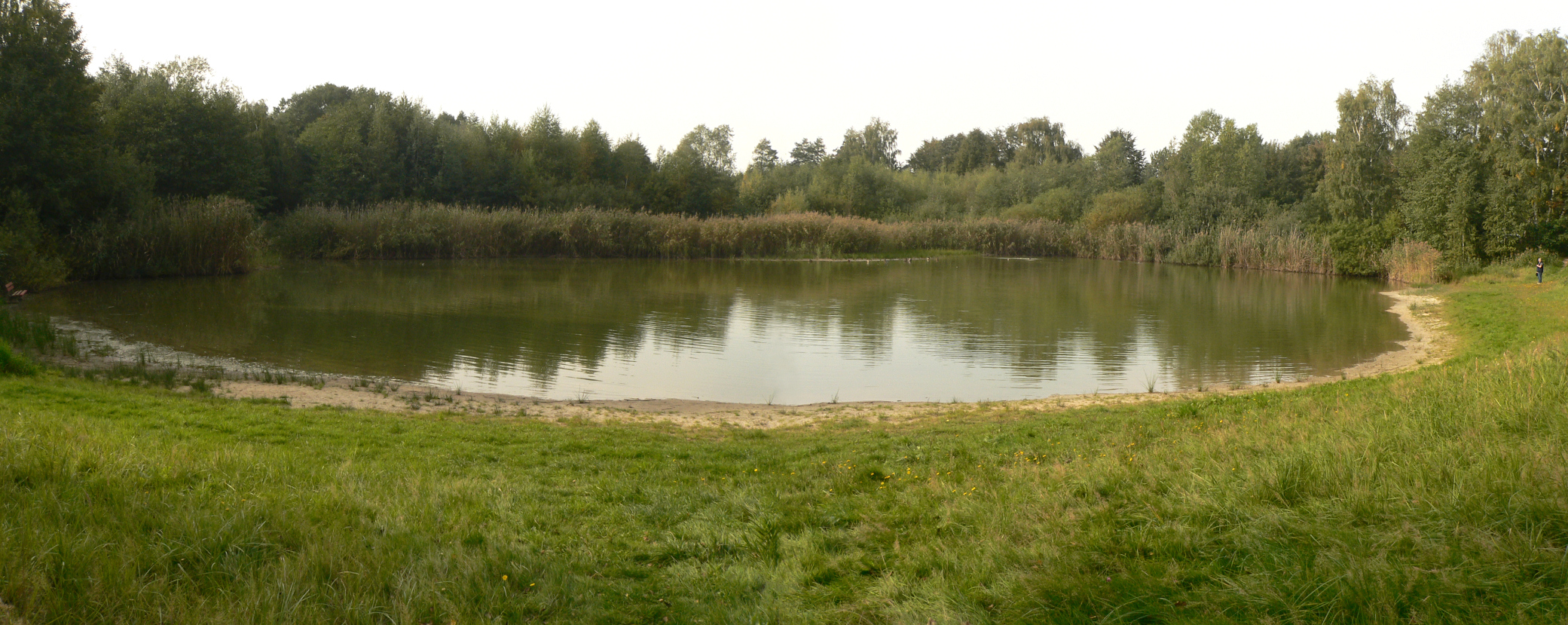
Sandteich

## Religion
66 % der Bevölkerung von Süpplingenburg sind evangelisch, 4 % katholisch. Die evangelische Kirchengemeinde gehört zur Propstei Königslutter der Evangelisch-lutherischen Landeskirche in Braunschweig. Die wenigen Katholiken gehören zur Pfarrei St. Ludgeri in Helmstedt im Dekanat Wolfsburg-Helmstedt des Bistums Hildesheim; die nächste Filialkirche ist St. Bonifatius (Süpplingen).